# 竹山先生?
『竹山先生?』（たけやませんせい）は、2006年4月1日から2007年3月31日までテレビ東京で放送されたバラエティ番組。
2006年10月7日から番組タイトルが改題された。それまでは『竹山先生。』だった。

## 概要
『学校づくりバラエティ』と称し、校長役の竹山隆範（カンニング）が理想の学校『竹山学園』を作るために奮闘する。
開始当時から番組のサブタイトルに「この人だけは先生になって欲しくなかった」と付いており、「…?」となってからは「キャラ立ちバラエティ」のサブタイトルも付加されている。
その他、クレイアニメによるしりとりや、子供からの疑問にキャラクターが答えるミニコーナーも放送。
なお、竹山隆範にとっては、テレビのレギュラー番組としては初の冠番組となる。テレ東以外のネット局は存在しない関東ローカル番組である。2006年12月30日に24:30 - 25:30に1時間スペシャルとして放送したが、この時もテレ東でしか放送されなかった。
なお、この番組内で放送された『犬紙先生』は、平成18年度第10回文化庁メディア芸術祭アニメーション部門の審査委員会推薦作品に選ばれた。
番組は1年で終了したが、竹山自身は自身のラジオでもう一度「竹山先生」をやってリベンジしたいと語っている。

## 放送時間
- 毎週土曜日 18:30 - 19:00（テレビ東京）

## 出演者

### レギュラー
- ＜校長＞ 竹山隆範（カンニング）
- ＜教頭＞ ソニン

### 準レギュラー
- 松井絵里奈
- 飛石連休
- 三拍子
- やまもとまさみ
- 加藤めぐみ
- いとうあさこ
- マスクマン

など

### その他の出演者
- ストロングマシン2号
  - オープニングとエンディングのダンス(体操)を担当。
- パフィー
  - 「Tea break」コーナーの声の出演。
- 平川地一丁目
  - 「みんなのぶた」コーナーの声と歌「トランプのうた」で出演。
- HALCALI
  - ｢みんなのぶた｣コーナーの歌｢ガとチョウ｣で出演。このとき竹山がタンバリンを担当した。

## 番組構成
番組はテーマである学校づくりを意識して、1時間目から5時間目までの授業と言う形式で進行する。

### 授業（教室内）
1時間目は教室内での授業を行うことが多い。番組当初はスタジオでの撮影であったため、出演者と黒板、教卓、机以外の背景を緑一色に加工したスタイルだったが、廃校になった学校の一室を借りて授業を行うようになったため、加工の必要が無くなった。
竹山校長自ら教鞭をとり、その日のテーマにしたがって生徒との対話形式による授業が行われる。

### 課外授業
通常は2時間目に行われる。数回に渡るテーマによって授業が行われており、撮影場所も様々。2006年8月には芦ノ湖キャンプ村での企画も行った。

### ソニン先生の保健室
3時間目に行われるのが通例。教頭でもあるソニンが保健の先生として、小学生出演者に対して大人への手ほどきをする。番組当初は「成長剤」（整腸剤、のもじり）として酒の肴となる食べ物を提供していたが、番組開始から1か月程度経過してからは女の子の初メイクの場と化している。

### 教えて、キャラクター先生
番組のオリジナルキャラクターが視聴者からの質問に答える。4時間目に行われ、日によっては5時間目も占有する。
まるだし先生
かつらが取れると全裸にネクタイという出で立ちに変身。
山ちゃんと山さん
CGアニメーションによるキャラクター、山さん（約40万歳）と山ちゃん（約2万歳）が対話しながら疑問について考える。ただし「山だから分からない、自分で試してみなさい」と言う結論に落ち着くことがほとんど。
ポポンチョ先生
マペット風の人形のポポンくん（50歳）、ポンチョくん（45歳）の漫才コンビ、ポポンチョの二人が友情などの疑問に答える。型破りな性格のポポンくんが荒れて、ポンチョくんが止めるのが通常のパターン。声はブッチャーブラザーズが担当していたと言われている。
犬紙先生
メグの家に居候している、ティッシュボックスに耳と舌、胴体が付いた「犬紙」がメグからの疑問に答える。犬紙は頭のティッシュペーパーが無くなると動けなくなる。ただし、補充してやれば再び動けるようになる。

### しりとりうた
番組当初は5時間目に行われていたが、放映開始から2ヶ月ほど経過して行われないことが多い。簡単な音楽にあわせてしりとりを行うもので、クレイアニメーションでしりとりの対象の物を表現する。

### トイレまだマスク
マスクマンが公衆トイレや建物内のトイレを回ってノックし、入っている人にスケッチブックで書いたことを質問するコーナー。「この漢字書ける？」等の質問が多い。このコーナーも4回ほどで行われなくなった。

### かっこいいradio体操
授業後に行われる。読み方は「ラジオたいそう」ではなく「レディオたいそう」。ストロングマシン2号がPOLYSICSの音楽にあわせてストリートダンス風の体操を行う。

### じじょうのうた
二乗と事情をかけており、ある数を二乗した数のおぼえ歌となっている。10代編、20代編、30代編の三つが放送されたが、一部アニメーションは彩色もされていない状態であった。このコーナーは同じスポンサーの「シンボルず」に引き継がれ、30代編以降が放送されていた。

## 主なスタッフ
- ナレーション： 摩味
- 企画： 丸山博久、井口高志、松本直規
- 構成： 植竹公和、金森直哉、小林学、森光司
- CG ： 松本光央
- キャラクターデザイン
  - 「山さんと山ちゃん」「ポポンチョ」「Tea break」： 丸山博久、浜島達也
  - 「犬紙」： 加藤充彦、田村雪絵
  - 「みんなのぶた」： 松本巌、寄藤文平
- ディレクター： 太田浩介
- 演出： 堀川勝
- プロデューサー： 新村正夫（テレビ東京）、小掛慎太郎、滝田和人、一丸拓之
- 製作協力： JUMP、Grasshoppa!
- 製作： テレビ東京、電通

## 主題歌
- オープニングテーマ
  - POLYSICS 『I My Me Mine』 （放送開始 - 2006年5月20日）
  - POLYSICS 『Electric Surfin' Go Go』 （2006年5月27日 - 9月30日）
  - POLYSICS 『シーラカンス イズ アンドロイド』 （2006年10月7日 - ）
  - POLYSICS『Shizuka is a machine doctor』 （2006年11月4日 - ）
- エンディングテーマ
  - POLYSICS 『Dance Dance Dance』